# .sy
.sy è il dominio di primo livello nazionale assegnato alla Siria.
Originariamente gestito dall'ambasciata siriana a Washington, nel 1997 la gestione del dominio è stata trasferita alla Syrian Telecommunications Establishment. Nel 2009 è stato fondato l'organo governativo National Agency for Network Services (NANS).